# Henk Hendriks (honkballer)
Henk Hendriks (Rotterdam) is een voormalig Nederlands honkballer.
Hendriks kwam in de jaren vijftig en zestig uit als slagman en buitenvelder voor de toenmalige hoofdklassevereniging Sparta Eenmaal kwam hij uit voor het Nederlands honkbalteam. In 1979 keerde hij terug als hoofdcoach van Sparta-Feyenoord.